# NGC 1273
NGC 1273 é uma galáxia lenticular (S0) localizada na direcção da constelação de Perseus. Possui uma declinação de +41° 32' 24" e uma ascensão recta de 3 horas, 19 minutos e 26,8 segundos.
A galáxia NGC 1273 foi descoberta em 14 de Fevereiro de 1863 por Heinrich Louis d'Arrest.